# Église Sainte-Croix de Provins
Pour les articles homonymes, voir Sainte-Croix.
L'église Sainte-Croix de Provins est située dans la ville basse de Provins, dans le département français de Seine-et-Marne.

## Histoire
Elle doit son nom à un morceau de la Sainte Croix que Thibaud IV de Champagne aurait rapporté de Jérusalem.
Elle a été érigée entre les XIIe et XVIe siècles.
L'église Sainte-Croix de Provins fait l’objet d’un classement au titre des monuments historiques depuis le 15 janvier 1918.

## Description
Construite sur des marais avec des fondations en bois, aujourd'hui, à la suite de l'assèchement du marais, les vieilles fondations se désagrègent et l'église s'enfonce profondément dans le sol.

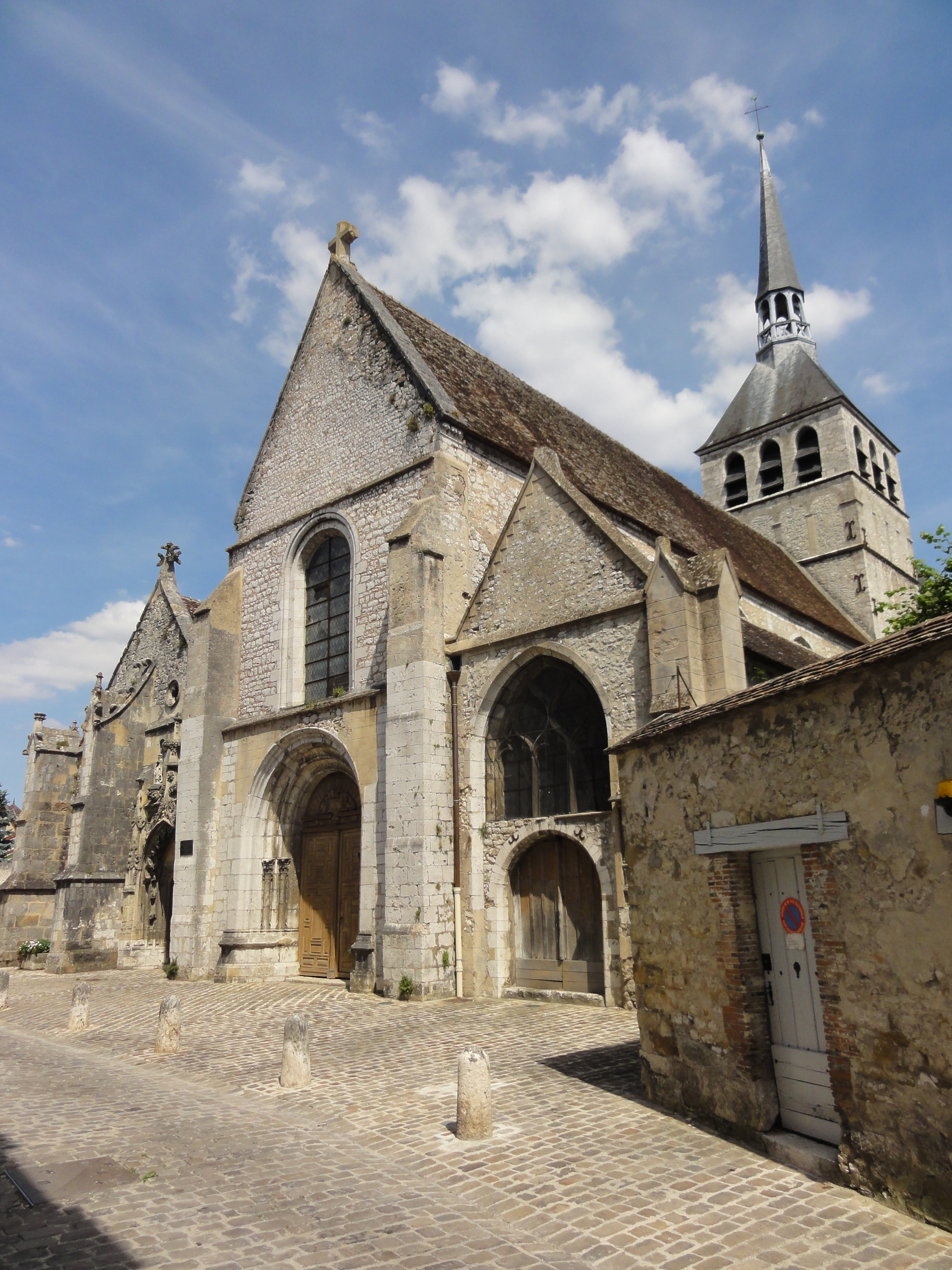
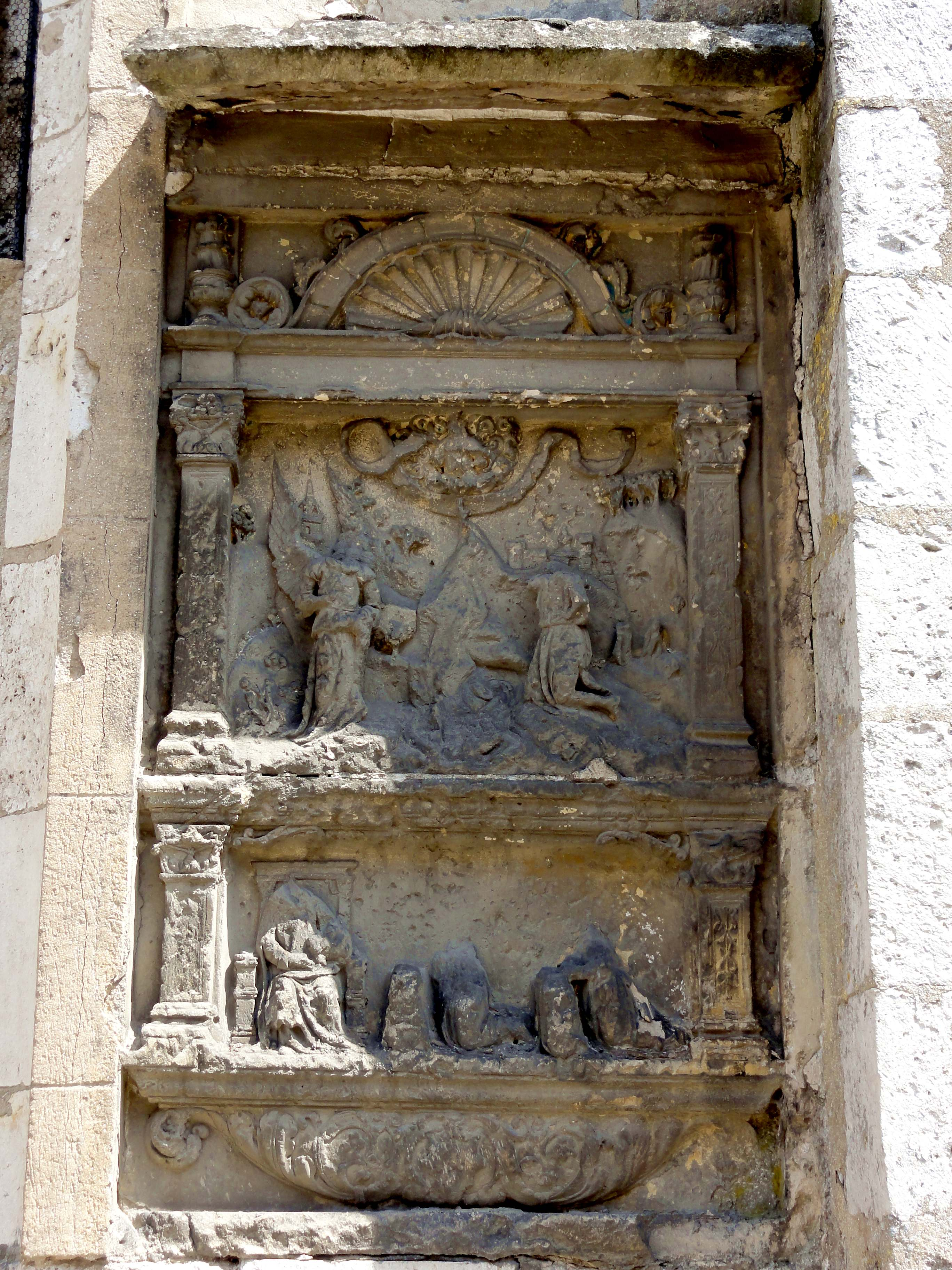
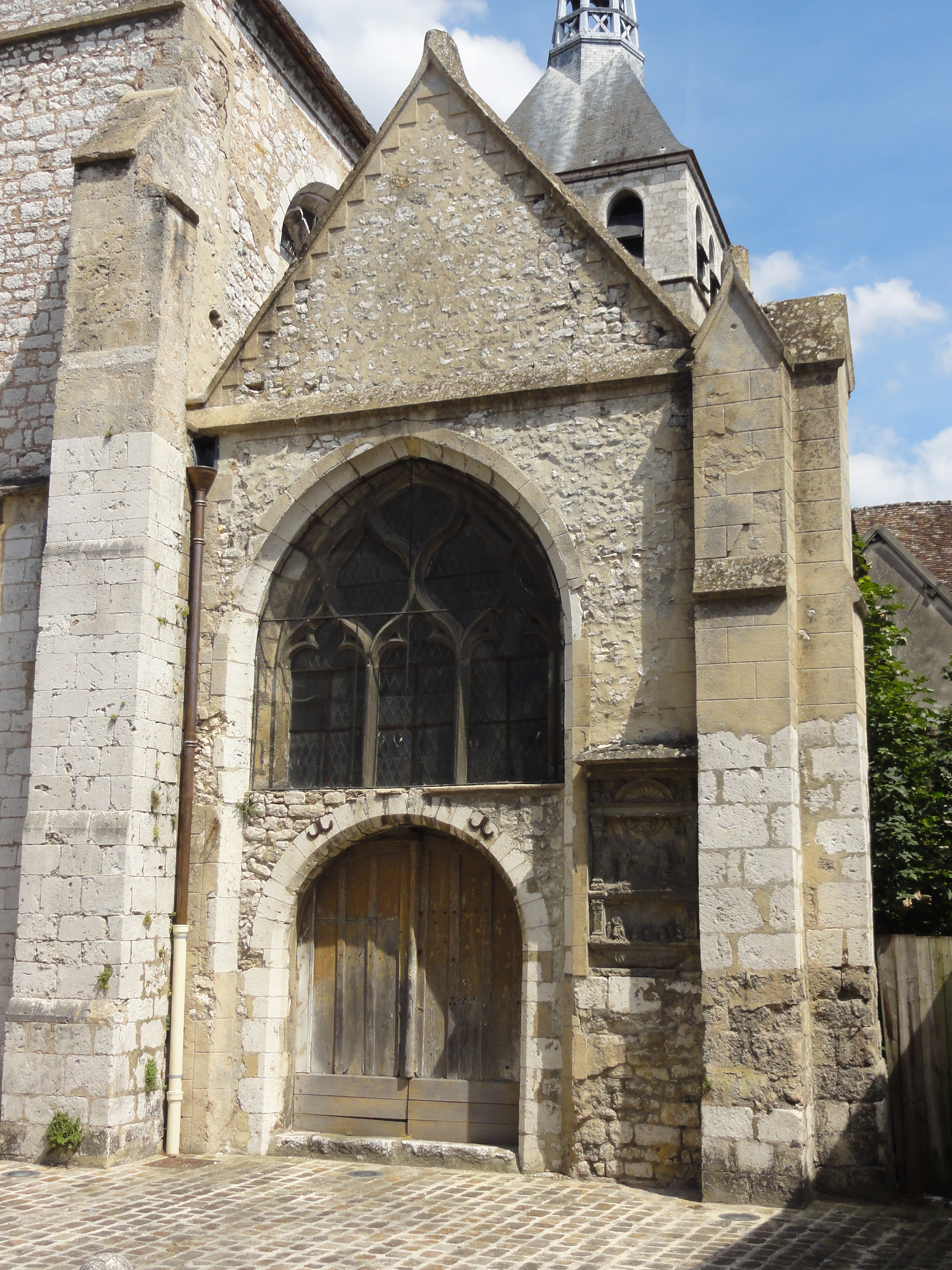
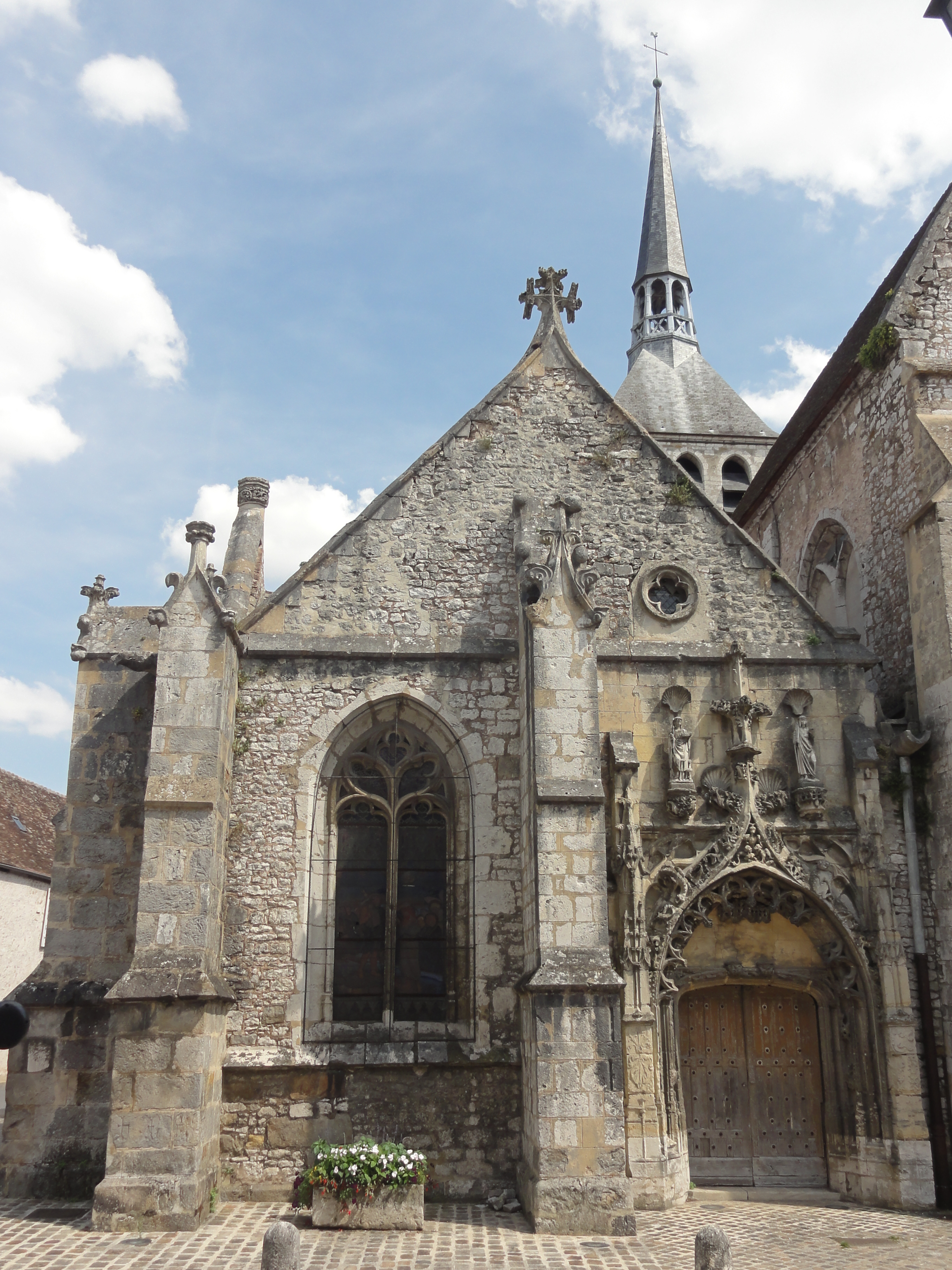
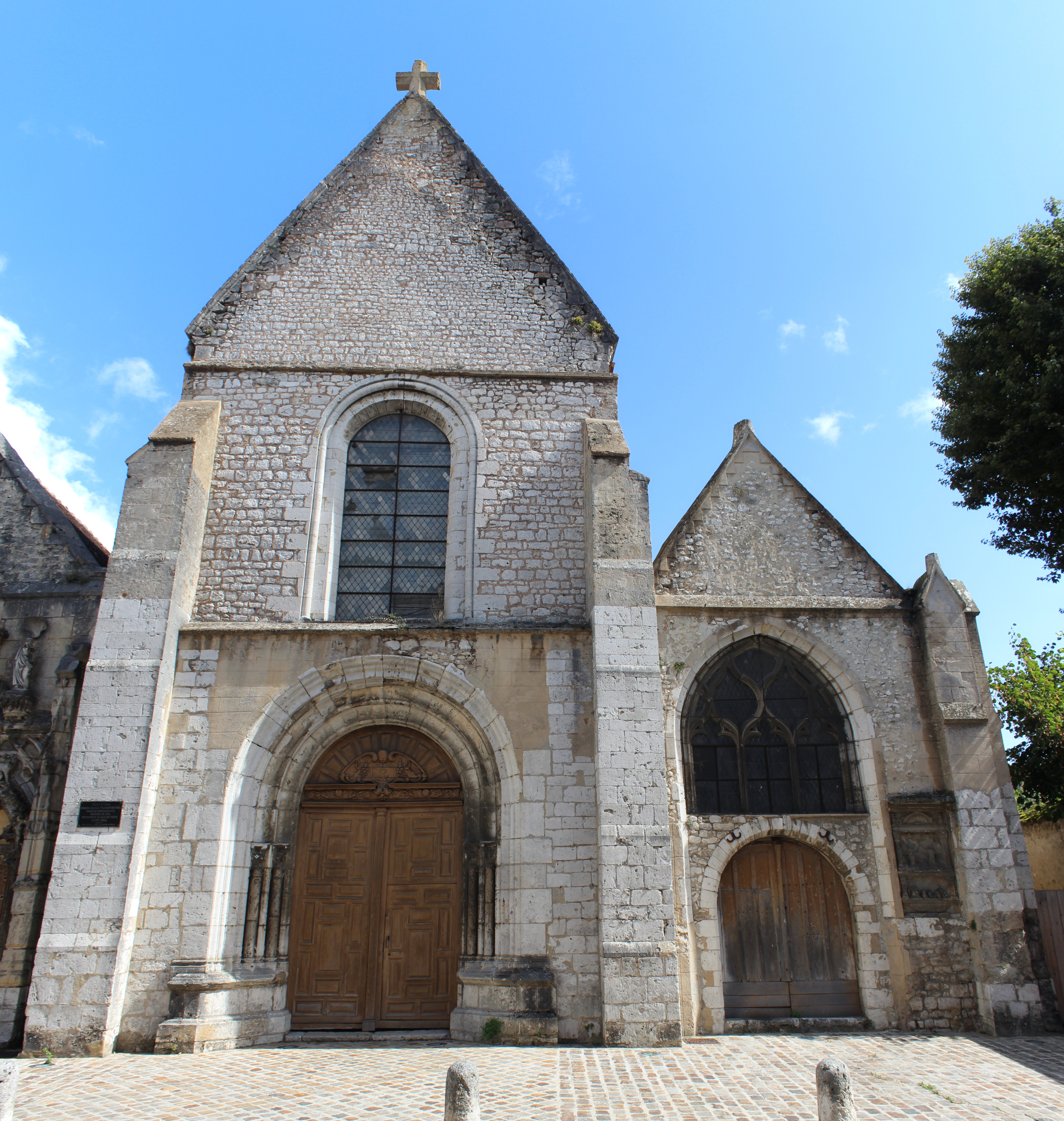
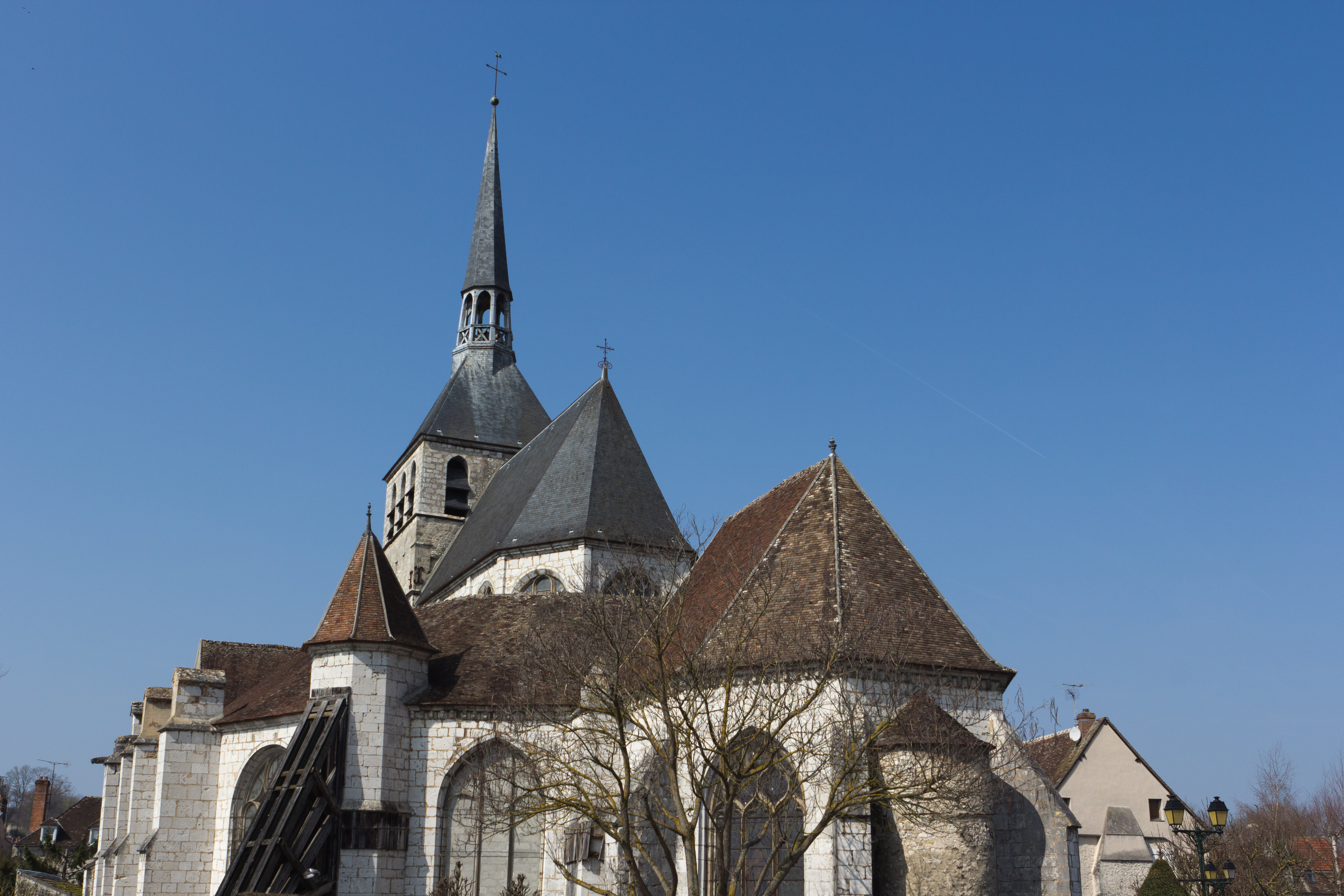

### Liens externes

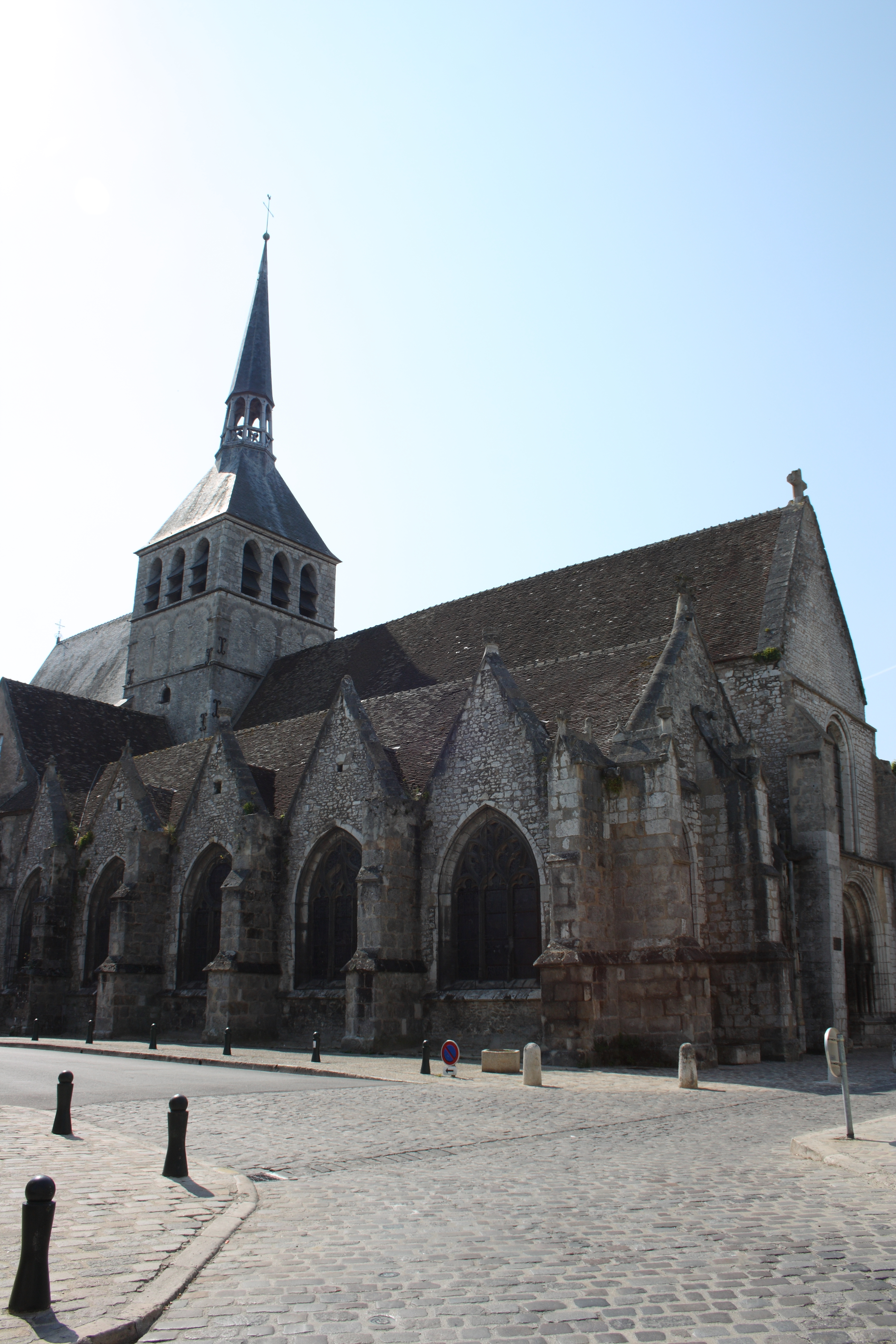
Vue nord-ouest de l'église (juin 2011)
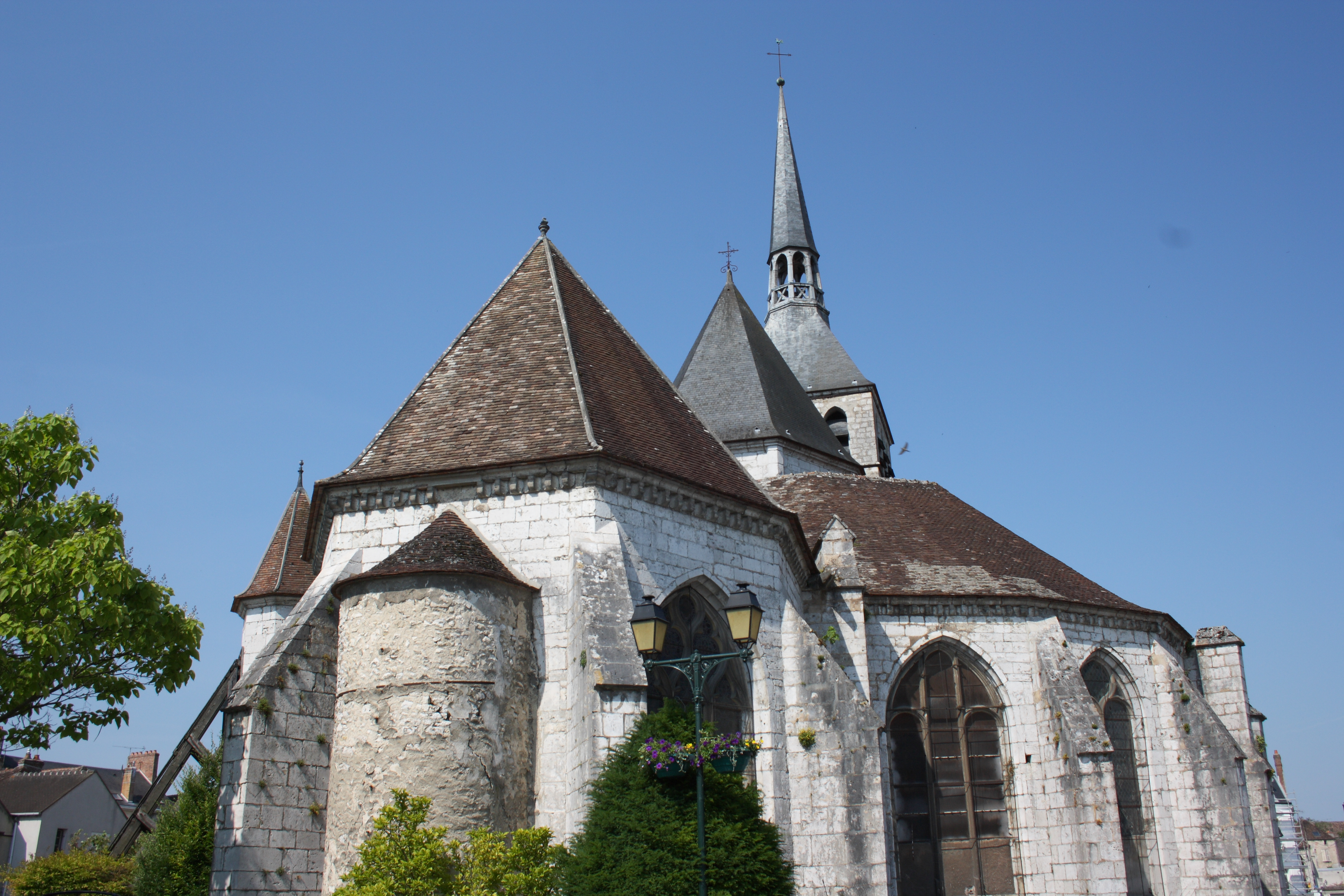
Vue nord-est (juin 2011)
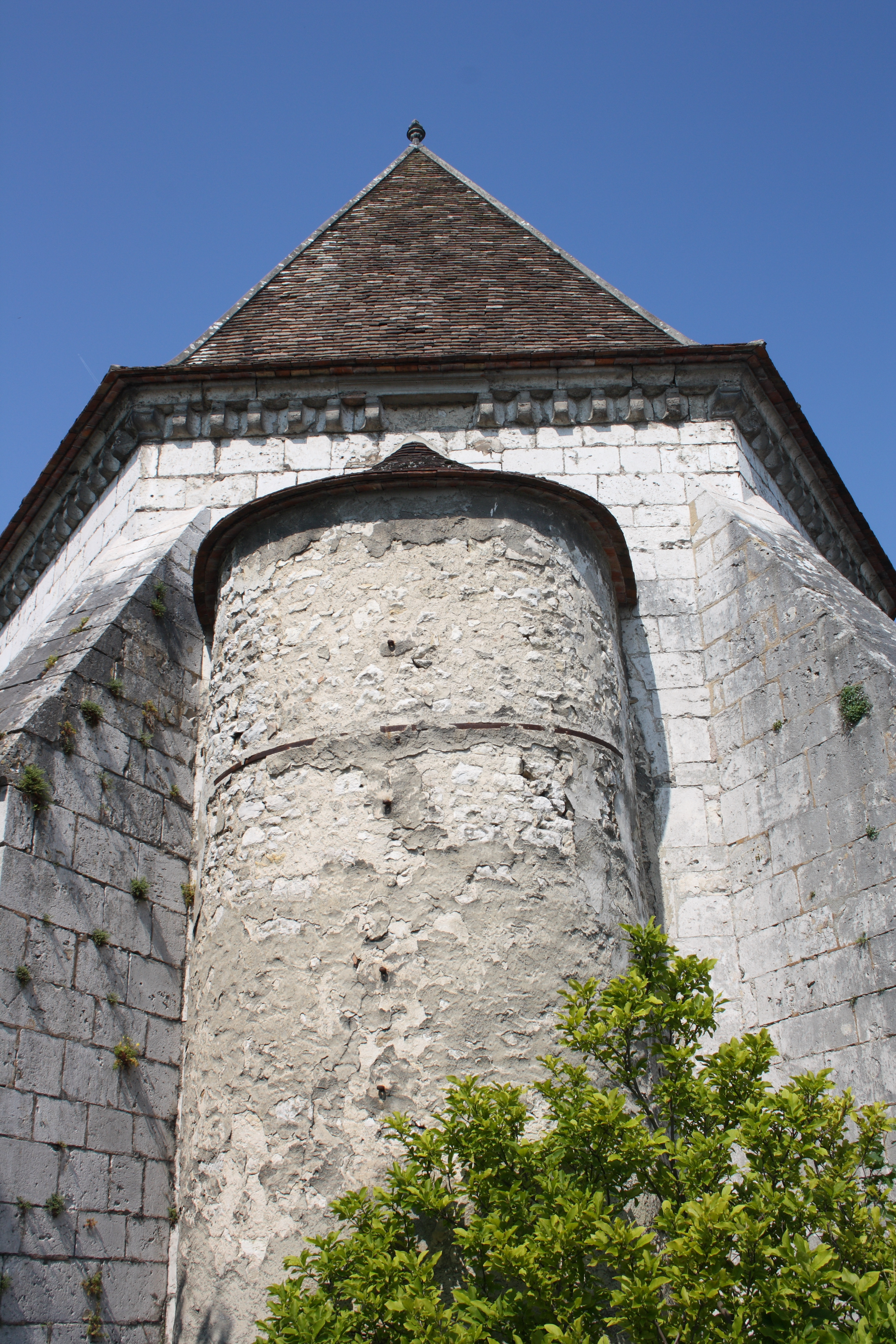
Le chevet face à l'est (juin 2011)